# 외채
외채(外債, 문화어: 바깥채)는 자금 조달을 위해 정부나 회사가 국채·지방채·사채 등을 외국에 발행(모집)한 채권이다. 액면 금액은 외채를 모집한 현지 화폐로 표시되는 것이 상례이다.

## 정의
국제통화기금(IMF)의 외채 통계: 컴파일러 및 사용자 가이드에 따르면, "총 외채는 언제든지, 미래의 어느 시점에서 채무자에 의해 원리금 또는 이자를 지불해야 하고 한 경제의 거주자가 비거주자에게 빚을 지는, 조건부가 아닌 실제 현재 부채의 미상환 금액이다."
IMF는 이 정의에서 핵심 요소를 다음과 같이 정의하고 있다:
- 미결제 및 실제 유동부채: 부채에는 원금과 이자 모두의 연체가 포함된다.
- 원리금: 차입 비용이 주기적으로 지급되는 경우, 흔히 발생하는 것처럼 이자 지급이라고 한다. 채무자가 채권자에게 미지급 원금을 감소시키는 다른 모든 경제적 가치가 있는 지급을 원금 지급이라고 한다. 그러나 대외 채무의 정의는 원금 지급 또는 이자 지급 또는 이 둘 모두를 위한 지급을 구분하지 않는다. 또한 부채가 채무로 분류되기 위해서는 향후 원리금 및 이자의 지급 시기를 알 필요가 있다고 정의하지 않는다.
- 거주지: 외부 채무로 인정되기 위해서는 거주자가 비거주자에게 채무를 부담해야 한다. 거주지는 국적이 아닌 일반적으로 채무자와 채권자가 경제적 관심의 중심을 가지고 있는 곳, 즉 일반적으로 위치한 곳에 따라 결정된다.
- 현재 상태이며 조건부가 아님: 대외채무의 정의에 우발채무는 포함되지 않는다. 금융거래가 이루어지기 전에 하나 이상의 조건을 충족해야 하는 약정으로 정의된다. 그러나 취약성을 이해하는 관점에서 보면, 우발채무가 경제와 정부와 같은 특정 제도 부문에 미치는 잠재적 영향에 대한 분석적 관심이 있다.

일반적으로 대외채무는 다음과 같이 4가지로 분류된다:
- (1) 공적 및 공적 보증 채무;
- (2) guarant이 필요하지 않은 개인 신용;
- (3) 중앙은행 예금
- (4) IMF로 인한 대출.

하지만, 정확한 치료법은 나라마다 다르다. 예를 들어, 이집트는 이 네 개의 머리로 된 분류를 유지하는 반면, 인도는 일곱 개의 머리로 분류된다:
- (a) 다자간,
- (b) 쌍방향,
- (c) IMF 대출,
- (d) 무역신용,
- (e) 상업적 차입금,
- (f) 비거주 인도인 및 인도 원산지 예금자,
- (g) 루피부채, 그리고
- (h) NPR 채무.

## 외채지속가능성

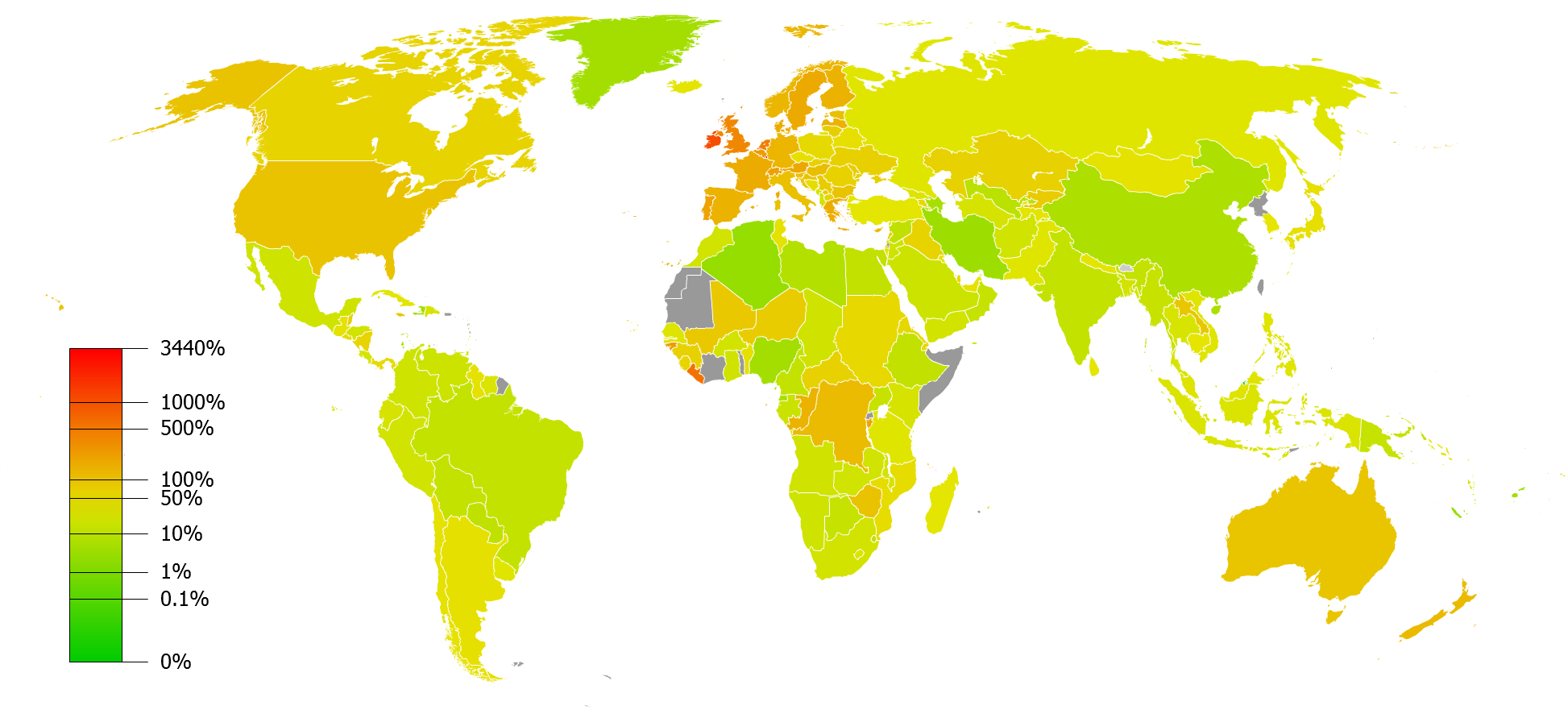
GDP 대비 대외채무별 국가 지도

2017년 상품, 서비스 및 본원소득 수출액의 %로서 총부채서비스

지속 가능한 부채는 부채 국가가 부채 추가탕감이나 일정 재조정에 의지하지 않고 현재와 미래의 부채 서비스 의무를 완전히 이행할 수 있는 부채 수준이며, 연체 누적을 방지하는 동시에 허용되는 수준의 경제 성장을 허용한다.
외채-지속가능성 분석은 일반적으로 중기 시나리오의 맥락에서 수행된다. 이러한 시나리오는 부채 및 기타 지표가 합리적인 수준에서 안정화될 조건, 경제의 주요 위험, 정책 조정의 필요성 및 범위를 결정하기 위해 경제 변수 및 기타 요인의 행동에 대한 기대를 고려한 수치 평가이다. 이러한 분석에서 경상수지 전망과 같은 거시경제 불확실성과 재정정책과 같은 정책 불확실성이 중기 전망을 지배하는 경향이 있다.
세계은행과 IMF는 "만일 부채 재조정이나 체납액 축적에 의지하지 않고 성장을 저해하지 않으면서 현재와 미래의 대외 채무 서비스 의무를 완전히 이행할 수 있다면 대외 채무 지속 가능성을 달성한다고 말할 수 있다"고 주장한다. 이 두 기관에 따르면, "대외 공공 부채의 순 현재 가치 (NPV)를 한 국가의 수출의 약 150% 또는 한 국가 수입의 250%로 낮추는 것"은 이러한 "장기적인 채무 지속 가능성에 대한 중대한 장벽"을 제거하는 데 도움이 될 것이다. 높은 대외 채무는 경제에 해롭다고 여겨진다.

### 지표
지속 가능한 수준의 외채를 결정하는 다양한 지표가 있다. 각각의 장점과 특수성이 특정 상황에 대처하는 데 있어 경제학자들 사이에 유일한 지표에 대한 일치된 의견은 없다. 이 지표들은 주로 비율의 특성, 즉 두 수장 간의 비교와 그 관계에 있으므로 정책 입안자들의 외부 부채 관리 행사를 용이하게 한다. 이 지표들은 국가의 미상환 잔액을 상환하는 자원을 창출하는 능력과 관련하여 특정 시점의 부채 재고를 고려한다는 점에서 국가의 "능력"에 대한 척도로 생각할 수 있다.
부채 부담 지표의 예로는 다음과 같은 것들이 있다.
- (a) GDP 대비 부채비율,
- (b) 수출 대비 외채 비율,
- (c) 현재 재정수입 비율에 대한 정부 부채 등.

이 일련의 지표는 또한 다음을 포함하여 미결제 부채의 구조를 다룬다:
- (d) 외채비중,
- (e) 단기채무
- (f) 총부채주식 중 양허부채("원래 교부금 요소가 25퍼센트 이상인 대출").

두 번째 지표 세트는 채무 상환 의무와 관련하여 국가의 단기 유동성 요구 사항에 초점을 맞추고 있다. 이 지표는 채무 상환 문제의 유용한 조기 경고 신호일 뿐만 아니라 과거 차입 결정으로 인해 발생하는 시간간 상충 관계의 영향을 강조한다. 유동성 모니터링 지표의 예로는 다음과 같은 것들이 있다.
- (a) GDP 대비 부채서비스 비율,
- (b) 수출 대비 외채서비스,
- (c) 경상재정수입비율 대비 정부부채서비스

최종 지표는 현재 보유하고 있는 데이터와 평균 이자율을 고려할 때 시간이 지남에 따라 부채 부담이 어떻게 변화할 것인지를 지적하기 때문에 보다 미래 지향적이다. 동태적 비율은 상환이나 신규 지출이 없을 때 부채 부담 비율이 어떻게 변화할 것인지를 보여주며, 이는 부채 부담의 안정성을 나타낸다. 동태적 비율의 예는 명목 GDP 성장률에 대한 미상환 부채 평균 이자율의 비율이다.

## 같이 보기
- 외화채권

1. ↑  “Total debt service (% of exports of goods, services and primary income)”. 《Our World in Data》. 2020년 3월 7일에 확인함.